# Ham (Somme)
Ham ist eine französische Gemeinde mit 4.408 Einwohnern (Stand 1. Januar 2022) im Département Somme in der Region Hauts-de-France. Sie gehört zum Arrondissement Péronne und zum Kanton Ham.

## Geografie
Die Kleinstadt mit 4.408 Einwohnern (Stand 1. Januar 2022) liegt an der Somme, ihrem Zufluss Sommette und am parallel verlaufenden Somme-Kanal. Sie befindet sich in der ehemaligen Grafschaft Vermandois (am östlichsten Rand des Départements Somme und somit an der Grenze zum Département Aisne), 58 Kilometer ostsüdöstlich von Amiens.
1965 wurde die ursprünglich selbstständige Gemeinde Estouilly eingemeindet; die ehemalige Gemeinde Saint-Sulpice folgte 1966.

## Geschichte
Der Ort wurde erstmals 932 als Besitz des Herren Seigneur Erard, des jüngeren Sohnes des Grafen von Ponthieu, erwähnt. Kurze Zeit später wurde die Stadt von Heribert II. von Vermandois erobert. Zwischen dem 12. und dem 14. Jahrhundert wurde das Lehen von einer Dynastie gehalten, die von den Grafen von Vermandois abstammte. Die letzte Vertreterin dieser Linie, Marie de Ham, verkaufte es an Enguerrand VII. de Coucy. Von der Familie de Coucy wechselte die Herrschaft mehrmals die Hand. Zuerst kam das Haus Orléans zum Zuge, dann das Herzogtum Bar, später das Haus Luxemburg, noch später das Haus Bourbon-Vendôme, bis sie schließlich unter Heinrich IV. an die französische Krone fiel.

## Wappen
Auf azurblauem Grund eine silberne Mauer mit vier Zinnen – schwarz gemauert, überragt von einem Befestigungsturm derselben Farbe und Textur – das Burgtor offen und transparent, der Turm gekrönt von zwei güldenen Flaggen.

### Bevölkerungsentwicklung
| Jahr      | 1962 | 1968 | 1975 | 1982 | 1990 | 1999 | 2009 | 2018 |
| --------- | ---- | ---- | ---- | ---- | ---- | ---- | ---- | ---- |
| Einwohner | 4204 | 5697 | 6074 | 6041 | 5532 | 5400 | 5085 | 4596 |

## Festung von Ham

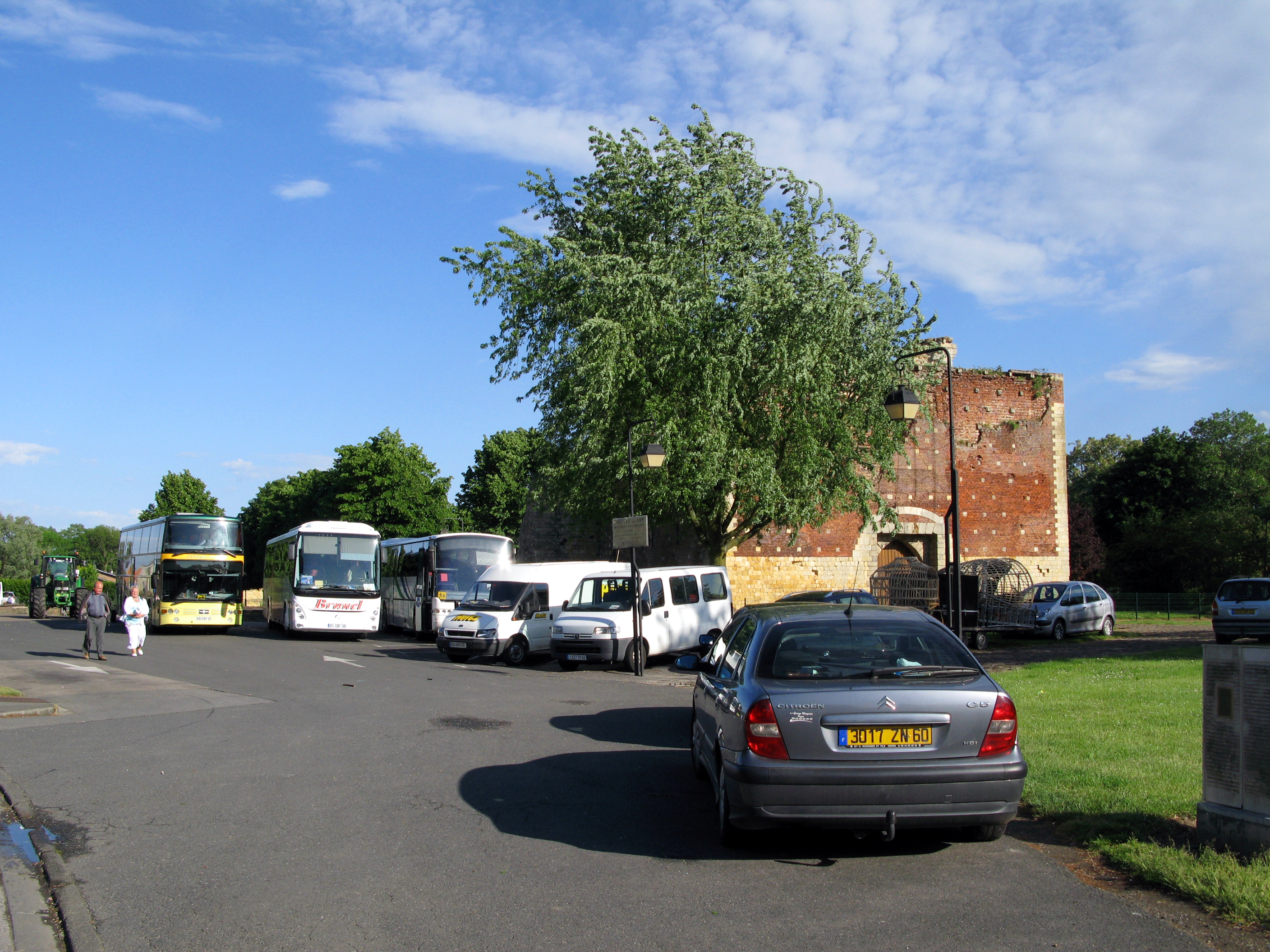
Eingang zur Festung von Ham

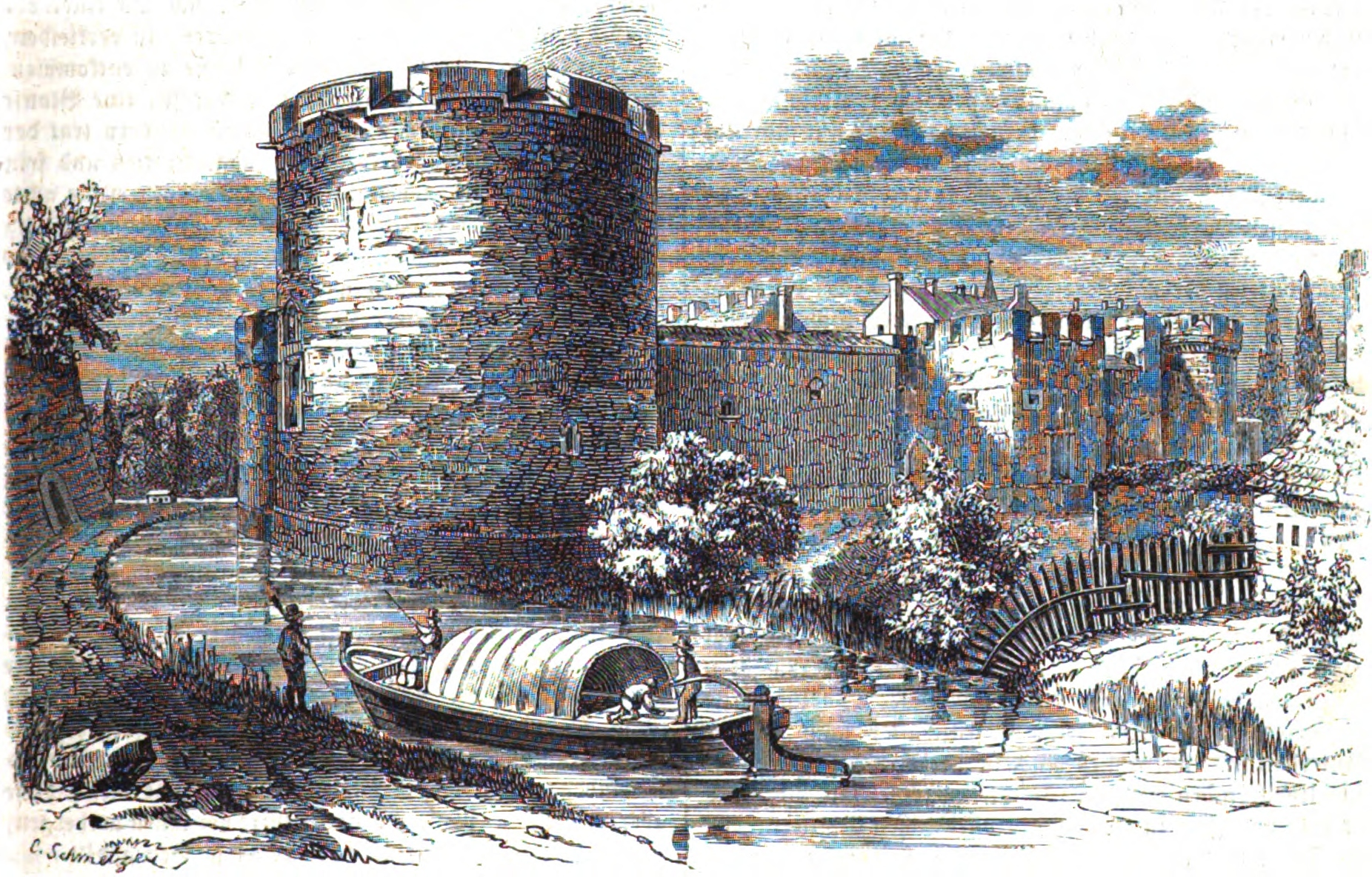
Das Staatsgefängnis in der Festung Ham, 1853. Grafik von C. Schmetzen.

Die Entstehung der Festung von Ham (frz. Forteresse de Ham, auch Château de Ham oder Fort de Ham) ist nicht überliefert. Sie wurde im 13. Jahrhundert vom Gutsherrn Odet IV. ein erstes Mal und im 15. Jahrhundert von Johann II. von Luxemburg ein zweites Mal restauriert. Der Neffe des Letzteren, Ludwig I. von Luxemburg, baute sie 1441 zu einer massiven feudalen Festung aus, die in der Folge stark umkämpft war. Der runde Donjon mit einem Durchmesser von 33 Metern hatte eine Höhe von ebenfalls 33 Metern und die Mauern waren 11 Meter stark.
In der frühen Neuzeit wurde die Festung mehrmals belagert und erobert, insbesondere 1557 vom spanischen König Philipp II. Unter Heinrich IV. fiel sie an die französische Krone. Ende des 17. Jahrhunderts wurde sie von Vauban weiter ausgebaut.
Danach wurde die Festung in ein Staatsgefängnis umgewandelt. Louis-Napoléon Bonaparte, der spätere französische Kaiser Napoleon III., wurde nach einem missglückten Putschversuch sechs Jahre, von 1840 bis 1846, in ihr festgehalten, bis er schließlich, als Maurer verkleidet, unter dem Falschnamen Badinguet entkommen konnte.
1870, während des Deutsch-Französischen Krieges, war die ehemalige Festung ein Stützpunkt der Zweiten Französischen Nord-Armee. Das französische Heer musste dann aber kapitulieren und die Stadt wurde von der preußischen Armee eingenommen.
Im Ersten Weltkrieg wurde die Festung am 19. März 1917 (wie übrigens auch wenige Tage später die Burg Coucy) auf Befehl der Obersten Heeresleitung von den Deutschen gesprengt. Vom historisch interessanten Gebäude bleiben heute nur noch einige Ruinen, die malerisch an der Somme liegen. Sie stehen seit 1965 unter Denkmalschutz.

### Berühmte Gefangene der Festung
- Jacques Cassard (1679–1740), französischer Kapitän und Freibeuter verstarb 1740 in Ham nach vier Jahren Haft.[4]

- Mirabeau (1749–1791) wurde 1787 wegen seiner Schrift Dénonciation de l’agiotage zu einer Haft in der Festung Ham verurteilt. Er wurde allerdings rechtzeitig von Freunden gewarnt und konnte sich nach Lüttich absetzten.[5]

- Marquis de Sade (1740–1814) wurde 1808 wegen seiner Novelle Justine zu einer Festungshaft in Ham verurteilt. Seine Familie appellierte wegen seines angeblichen schlechten Gesundheitszustandes erfolgreich gegen dieses Urteil.[6]

- Marschall Moncey (1754–1842) war im Jahre 1815 drei Monate in Ham in Beugehaft, weil er sich weigerte als Präsident des Kriegsrates über seinen ehemaligen Gefährten Marschall Ney zu richten.

- Jules de Polignac (1780–1847), Premierminister unter Karl X., wurden nach der Julirevolution von 1830 zu lebenslanger Haft in Ham verurteilt, bereits 1836 aber amnestiert.[7]

- Martial de Guernon-Ranville (1787–1866) und Jean de Chantelauze, zwei Minister unter Karl X., wurden nach der Julirevolution von 1830 zu lebenslanger Haft in Ham verurteilt, bereits 1836 aber begnadigt.[8][9]

- Charles Louis Napoléon Bonaparte, später Kaiser Napoleon III., wurde 1840 nach seinem zweiten Putschversuch zu lebenslanger Haft in Ham verurteilt, konnte 1846 aber fliehen.

- Ramón Cabrera (1806–1877), ein Anführer der Carlisten, wurde 1840 in die Festung Ham gebracht. Nach wenigen Monaten wurde er aber wegen seines schlechten Gesundheitszustandes (Lungenentzündung) auf die Insel îles d’Hyères verlegt.[10]

## Sehenswürdigkeiten

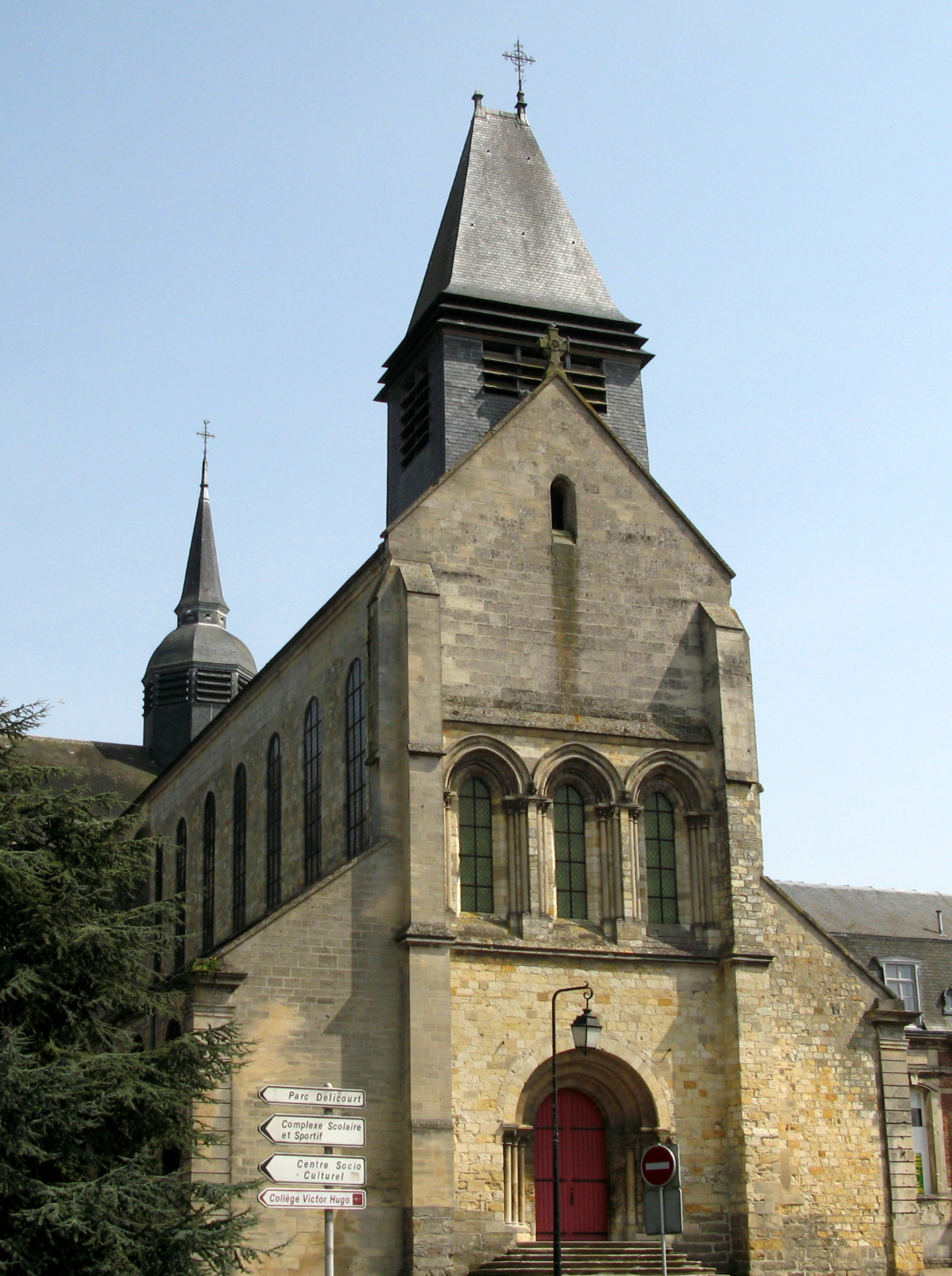
Kirche Notre-Dame

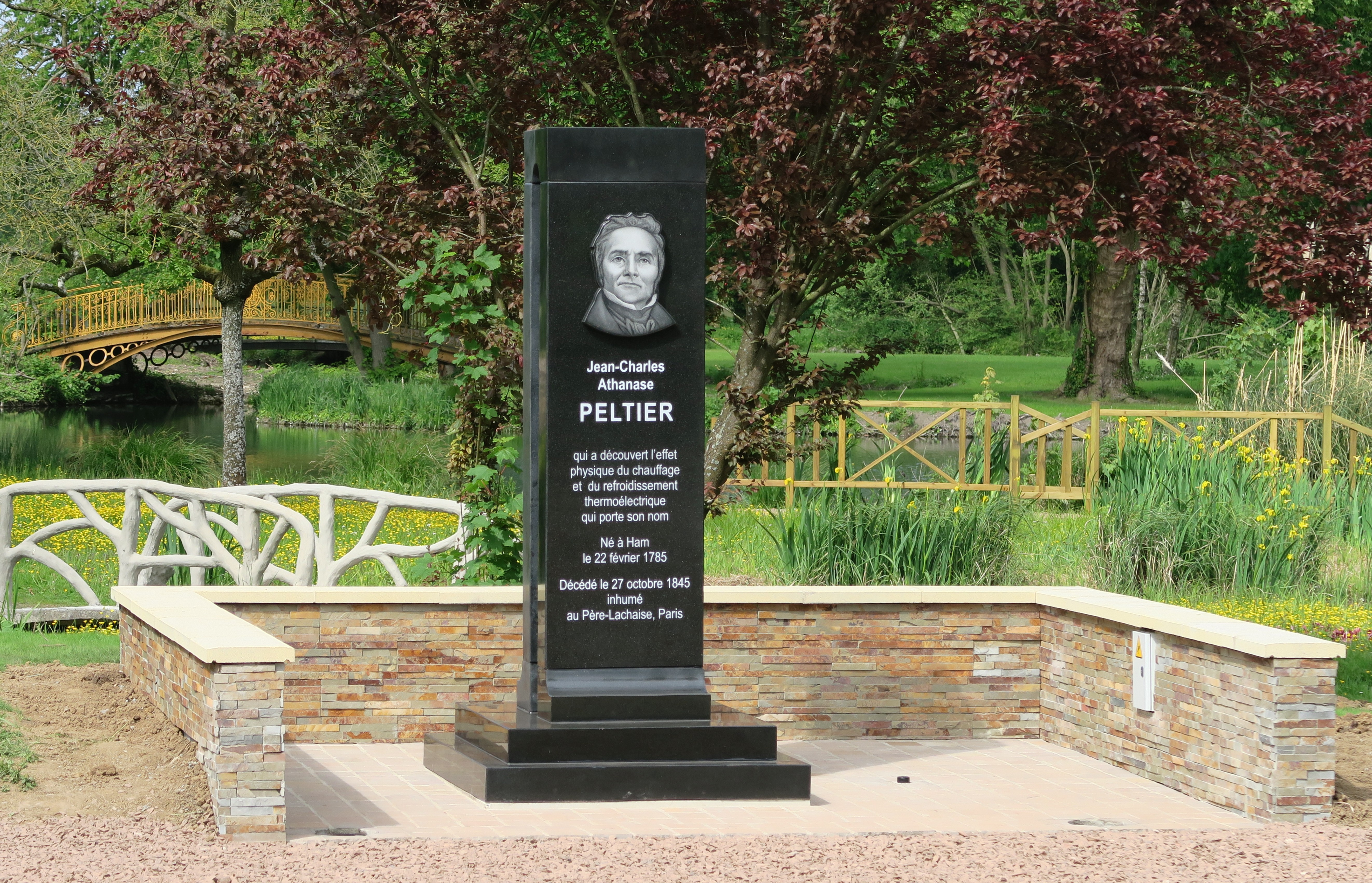
Peltier Monument in Ham

- Kirche Notre-Dame
- Rathaus
- Peltier-Denkmal Peltier Monument in Ham

## Persönlichkeiten
- Jakob von Savoyen (1450–1486) verstarb 1486 in Ham.
- Franz I. von Bourbon-Saint-Pol, Graf von Saint-Pol und Chaumont, Gouverneur unter Franz I. von Frankreich wurde 1491 in Ham geboren.
- Louis de Bourbon-Vendôme (1493–1557), Kardinal
- Antoinette de Bourbon (1494–1583), später durch Heirat Herzogin von Guise, wurde 1494 in Ham geboren.
- Jean-Joseph Vadé (1719–1757), französischer Schriftsteller und Komponist, wurde 1719 in Ham geboren.
- Maximilien Foy (1775–1825), französischer General unter Napoléon Bonaparte, wurde 1775 in Ham geboren.
- Jean Peltier (1785–1845), französischer Physiker, wurde 1785 in Ham geboren.

## Partnerstadt
- Eisfeld in Thüringen (Deutschland); seit 28. Oktober 1995[11]